# چبیئک
چبیئک (به لاتین: Trzebiec) یک منطقهٔ مسکونی در لهستان است که در Gmina Tychowo واقع شده‌است.

## خصوصیات
چبیئک ۹۰ نفر جمعیت دارد.